# قمری‌های نیمه‌زمینی
قمری‌های نیمه‌زمینی (نام علمی: Paraclaravis) سرده‌ای است که شامل دو گونه کبوتر است که در نوگرمسیری‌ها زندگی می‌کنند و در آمریکای میانه و آمریکای جنوبی محدوده دارند. کبوترهای Paraclaravis چشمان قرمز و پاهای صورتی دارند و پوشش پرهای نرها عمدتاً خاکستری مایل به آبی روشن و ماده‌ها عمدتاً قهوه‌ای است. هر دو جنس دارای یک سری نقاط یا نوارهای متمایز بر روی بال هستند. آن‌ها نسبتاً درخت‌زی برای کبوترهای زمینی هستند. قمری‌های Paraclaravis الگوی پرواز سریع و تکان‌دهنده مشخصی دارند. آنها به تنهایی، به صورت جفت یا در گله‌های کوچک در جنگل‌ها یافت می‌شوند. هر دو گونه عموماً محلی و کمیاب هستند و به نظر می‌رسد با بامبوهای گل‌ده مرتبط باشند.
این سرده دارای دو گونه است که در گذشته با قمری زمینی آبی در تیره Paraclaravis قرار می‌گرفتند: